# El Garcero
El Garcero är en ort i Mexiko.   Den ligger i kommunen Manzanillo och delstaten Colima, i den södra delen av landet, 500 km väster om huvudstaden Mexico City. El Garcero ligger 35 meter över havet och antalet invånare är 774.
Terrängen runt El Garcero är kuperad åt nordost, men åt sydväst är den platt. Runt El Garcero är det ganska tätbefolkat, med 108 invånare per kvadratkilometer. I omgivningarna runt El Garcero växer i huvudsak lövfällande lövskog.